# Chorążyce (Nowe Warele)
Chorążyce – przysiółek wsi Nowe Warele w Polsce, położony w województwie podlaskim, w powiecie wysokomazowieckim, w gminie Szepietowo.
W latach 1975–1998 przysiółek administracyjnie należał do województwa łomżyńskiego.

## Obiektyzabytkowe
- szpaler świerków we fragmencie alei dojazdowej do dworu[5]

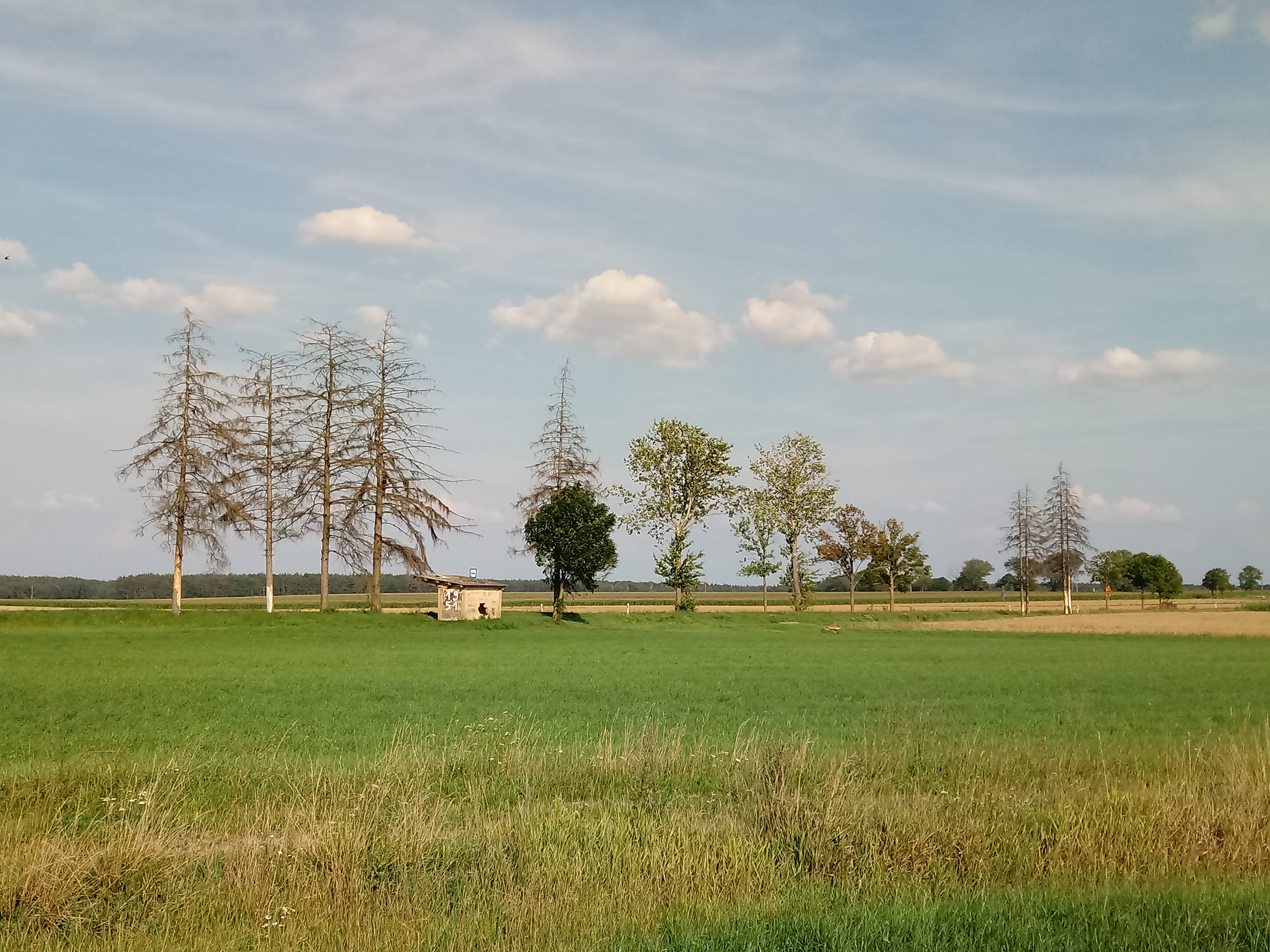
Szpaler świerków